# 에드바르트 리츠시미그위
에드바르트 리츠시미그위(폴란드어: Edward Rydz-Śmigły, 1886년 3월 11일 ~ 1941년 12월 2일)는 폴란드의 군인, 화가, 시인이다. 제1차 세계 대전 때는 오스트리아 헝가리 제국군으로 복무한 바 있고 그 후 폴란드 제2공화국 때 군에 복무하여 폴란드 침공때 당시 원수 계급까지 올라 폴란드군을 지휘하였다.

## 생애

### 초반 생애
리츠시미그위는 폴란드계로 1886년 당시 오스트리아 헝가리 제국 갈리치아 지방에서 태어났다. 그는 조부모 손에서 길러졌고 대학교를 다니면서 예술인의 꿈을 키운다. 졸업 후 1914년에 1차대전이 발발하자 그는 오스트리아 헝가리 제국군으로 참전하여 동부전선에 투입되어 큰 활약을 하였다. 또한 그는 군복무 시절에도 크라쿠프에서 예술품을 전시하는 등 예술활동을 하였다.

### 소비에트-폴란드 전쟁에서 복무
1918년 1차 대전이 끝나면서 폴란드는 독립하게 되고 시미그위 역시 신생 폴란드군에 복무하게 된다. 그는 1차 대전 시기 쌓은 공로로 인하여 준장으로 임명되었다. 하지만 얼마 지나지 않아 1919년 다시 소비에트-폴란드 전쟁이라는 대전이 일어나게 되고 시미그위는 다시 장군으로서 신생 폴란드군의 지휘를 맡게 된다. 그의 전장에서 폴란드군은 소비에트 정부가 적백내전으로 혼란에 빠진 사이 초기 승세를 거두었고 한 때 키예프까지 진격하였다. 하지만 소련군이 반격을 가하면서 폴란드군은 다시 후퇴를 거듭했고 수도 바르샤바까지 밀려나는 위기를 겪게 된다. 그러나 시미그위는 바르샤바 전투에서 중부전선을 지휘하면서 소련군을 몰아냈고 이후 다시 폴란드군이 반격하는 데 기틀을 마련하였다. 결국 폴란드군은 민스크일대로 진격하였고 1921년 소련과 리가 조약을 체결하면서 유제프 피우수트스키와 비롯하여 승전을 이끈 장군으로 대접받았다.

### 전간기
전쟁이 끝난 후 그는 폴란드군 육군 참모총장으로 임명되었다. 당시 폴란드 제2공화국 대통령인 유제프 피우수트스키와도 밀접한 관계를 맺었고 파우수트스키의 5월 쿠데타에도 지지하여 절대적인 신임을 받게 된다. 결국 이러한 관계 속에서 그는 1929년 동부지역의 폴란드군 원수로 임명되었다. 그렇지만 1935년 피우수트스키가 재임 중 죽자 그의 후계자인 대통령 모시치츠키, 수상 발레리 스와베크와 권력투쟁을 벌였고, 모시치츠키와 협력하여 스와베크를 몰아내자 그는 더욱더 막강한 권력을 가지게 된다. 마침내 이 해 그는 폴란드군 군부총감까지 올라가면서 군대 내 최고 정요직을 맡게 되었다. 1936년에는 폴란드 총리가 "대통령 이후 제 2의 남자" 라고 불렸을 정도이다. 피우수트스키가 죽은 후 그는 사실상 폴란드 실권자로 부임했고 독재정치를 펼치게 된다. 1939년까지 그가 폴란드를 통치한 시기를 일명 "독재자가 없는 독재"라 부르기도 한다.

### 제2차 세계 대전
리츠시미그위는 제2차 세계 대전의 신호탄인 폴란드 침공이 발발할 당시 폴란드 원수였다. 폴란드 침공 때 폴란드군이 독일 국방군에게 밀리자 리츠시미그위 원수의 폴란드군 최고 사령부는 9월 1일에 바르샤바를 버리고 동남부로 후퇴해 9월 6일 브레스트 리토프스크시에 도착했다. 여기서 리츠시미그위 원수는 전군에 대해 비스와 강과 산 강을 넘어 동쪽으로 이동할 것을 명령하고 루마니아 교두보에서의 장기 방어전 준비에 들어갔다. 그러나 소련이 쳐들어오자 이 계획은 무산되었고, 그는 프랑스로 탈출하여 폴란드 서부군 일원으로 참전하였고 바르샤바에도 들어가 폴란드 레지스탕스를 돕는다.
| 전임 유제프 피우수트스키 | 제2대 폴란드 제2공화국 군부총감 1935년 5월 12일 – 1939년 11월 7일 | 후임 브와디스와프 시코르스키 |